# エリスランディ・ララ
エリスランディ・ララ（Erislandy Lara、1983年4月11日 - ）は、アメリカ合衆国のプロボクサー。グアンタナモ出身。現WBA世界ミドル級王者。元WBA世界スーパーウェルター級スーパー王者。世界2階級制覇王者。
トレーナーはロニー・シールズ。

## 来歴

### アマチュア時代
2003年に当時アマチュアのウェルター級で世界王者だったロレンゾ・アラゴンと対戦、惜しくも敗れたが、4年間負けなしだったアラゴンを追い詰めたことが評判になり頭角をあらわす。2004年に再度アラゴンと対戦するも前回に続き敗れる。2005年国内選手権の決勝でアラゴンと対戦、判定で勝利を収めた。
2005年、中国・綿陽市で行われた2005年世界ボクシング選手権大会にウェルター級(69kg)で出場し、1回戦でセルゲイ・デレフヤンチェンコ、2回戦でビジェンデル・シンに勝利して金メダルを獲得した。
2005年、ロシア・モスクワで行われたAIBAワールドカップに出場するも決勝で敗れて銀メダルに終わった。
2006年、コロンビア・カルタヘナで行われた中央アメリカ・カリブ海競技大会で金メダルを獲得した。
2007年7月、パンアメリカン大会出場のために訪れていたブラジルでギレルモ・リゴンドウと亡命未遂事件を起こし、これ以降キューバ代表の座から外されることになる。

### プロ時代

#### スーパーウェルター級
2008年、プロモーター契約を交わしたアリーナ・ボックス・プロモーションが手配した密出国エージェントの手引きにより、キューバから25人乗りの高速ボートで脱出を図る。しかしエージェントにメダリストのララであることを気づかれてしまい、密出国手数料の法外な増額を要求され、要求を呑まなければボートから海に突き落とすと脅されるも、なんとかメキシコに到着する事ができ、そこからさらに飛行機でドイツへ亡命した。
2008年7月4日、トルコ・アンカラでプロデビュー戦を行い4回判定勝ち。
2010年11月27日、MGMグランド・ガーデン・アリーナにて、ティム･コナーズと空位のWBAフェデラテンスーパーウェルター級王座決定戦で対戦し、初回TKO勝ちで王座獲得に成功した。
2011年3月25日、ザ・コスモポリタン・オブ・ラスベガスにて、カルロス・モリーナと対戦するも決め手を欠いて0-1の引き分けに終わった。
2011年5月1日、妻への暴行容疑で逮捕された。
2011年7月9日、アトランティックシティのボードウォーク・ホール・ザ・ボールルームで、元WBO世界ウェルター級王者で元WBO世界スーパーウェルター級暫定王者のポール・ウィリアムスと対戦し、プロ初黒星となる12回0-2（114-114、114-116、114-115）の判定負けを喫した。しかしこの判定は実際にはララが勝っていた不当判定だと物議を醸し、試合後の同月13日にニュージャージー州アスレチック・コントロール・ボードは試合を再検証し、不正があったとして3人のジャッジに無期限の資格剥奪処分を下した。
2012年11月10日、ウィン・ラスベガスでバネス・マーティロスヤンとWBC世界スーパーウェルター級挑戦者決定戦を行い、9回にマーティロスヤンが偶然のバッティングで左瞼をカットし試合続行不可能と判断された為、9回26秒1-1（85-86、86-86、87-84）の負傷判定で引き分け、サウル・アルバレスへの挑戦権獲得に失敗した。
2013年6月8日、カリフォルニア州カーソンにあるスタブハブ・センター・テニスコートにてマルコス・マイダナ対ホセシート・ロペスの前座で、アルフレド・アングロと空位のWBA世界スーパーウェルター級暫定王座決定戦で対戦した。試合序盤はララがフットワークを駆使して優位に進めるが4回にダウンを奪われる。その後は拮抗した展開となり2-1の僅差リードで試合を折り返すが、9回にまたしてもダウンを奪われる。しかし10回にダメージが蓄積したアングロを攻め、ワンツーを決めるとアングロが背を向けてエスケープしたところでレフェリーが試合を止め、TKO勝ちで激戦を制して王座獲得に成功した。
試合から1週間後、ララは説明したいことがあるとして不公平な体重制限の強要があったことなどを暴露した。「一つ目は、ある人物が我々のところへやって来て、試合当日は（スーパーウェルター級の）制限体重より10ポンド以上増やしてはいけないとハッキリ言われたんだ。だから我々は言われたことを守って増量を164ポンドまでに抑えてリングに上がった、そうしたら驚くことにアングロは174ポンドまで増やしていたんだ、つまり10ポンドの増量制限は私だけに課せられていたってことさ。契約書には増量制限について書かれていなかったけど、そう言われたから我々は言われたことに従ったんだ。」、「次に驚いたのはリングのサイズのことさ、リングがとても小さかったので驚いたよ。もう1つ、試合中に通常ではありえないことが起きたんだ、多分カリフォルニア州のボクシングコミッションに任命された女性だと思うんだけど、インターバル中にセコンドが私に水をかけようとする度にその女性が阻止したんだ。あんなことはこれまでで初めての経験だったよ。」リングサイズが小さかったのはアウトボクサーで足を使うララを不利にするため、水をかけるのを阻止したのは体温を上昇させスタミナを奪うためだったとされている。
2013年12月7日、ニューヨークのバークレイズ・センターにてポール・マリナッジ対ザブ・ジュダーの前座で、元WBA世界スーパーウェルター級王者オースティン・トラウトと対戦し、12回3-0（118-109、2者が117-110）の判定勝ちを収め初防衛に成功した。この試合でララは27万ドル（約3000万円）、トラウトは30万ドル（約3300万円）のファイトマネーを稼いだ。
2014年3月13日、WBAはララを暫定王者からレギュラー王者に昇格した。
2014年5月2日、元IBF世界スーパーウェルター級王者イシュー・スミスと対戦する予定であったがサウル・アルバレスとの試合が決まったことで中止となった。
2014年7月12日、MGMグランド・ガーデン・アリーナで元WBAスーパー・WBC世界スーパーウェルター級王者のサウル・アルバレスと対戦。アルバレスがWBAへタイトル認定料金の支払いを拒んだため155ポンド契約のノンタイトル12回戦として行われ、ララは12回1-2（111-117、113-115、115-113）の判定負けを喫した。
2014年12月12日、テキサス州サンアントニオのアラモドームでWBA世界スーパーウェルター級10位のイシュー・スミスと対戦し、12回3-0（2者が119-109、117-111）の判定勝ちを収め、2度目の防衛に成功した。
2015年1月9日、ゴールデンボーイ・プロモーションズからプロモート権を破棄されたことで、同プロモーションを離脱した。
2015年6月12日、イリノイ州シカゴのクレジット・ユニオン・1・アリーナでWBA世界スーパーウェルター級13位のデルビン・ロドリゲスと対戦し、12回3-0（3者とも120-107）の判定勝ちを収め3度目の防衛に成功した。尚、この試合はIBO世界スーパーウェルター級王座決定戦を兼ねていた為、IBO王座の獲得にも成功した。
2015年11月22日、フロリダ州ハイアリアのハイアリアパーク競馬場で元IBF世界ウェルター級王者でWBA世界スーパーウェルター級8位のジャン・ザベックと対戦し、ザベックが肩を痛め体を横に向け戦意喪失の意思表示をしたところでレフェリーが試合を止め、3回41秒TKO勝ちでWBA王座は4度目、IBO王座の初防衛に成功した。
2016年1月19日、スーパー王者のフロイド・メイウェザー・ジュニアが王座を剥奪されたことにより、ララは正規王者に認定された。
2016年5月21日、ザ・コスモポリタン内チェルシー・ボール・ルームでWBA世界スーパーウェルター級15位のバネス・マーティロスヤンと4年ぶりに再戦し、12回3-0（2者が116-111、115-112）の判定勝ちを収めWBA王座は5度目、IBO王座の2度目の防衛に成功した。この試合でララは70万ドル（約7800万円）、マーティロスヤンは40万ドル（約4500万円）のファイトマネーを稼いだ。
2016年6月8日、WBAはララをスーパー王座に認定した。
2017年1月13日、フロリダ州ハイアリアのハイアリアパーク競馬場で元WBA世界スーパーウェルター級王者でWBA世界スーパーウェルター級9位のユーリ・フォアマンと対戦し、4回1分17秒KO勝ちを収めWBA王座は6度目、IBO王座の3度目の防衛に成功した。
2017年2月13日、アメリカ合衆国国籍を取得。
2017年10月14日、バークレイズ・センターでWBA世界スーパーウェルター級6位のテレル・ガーシャと対戦し、12回3-0（116-111、117-110×2）の判定勝ちを収めWBA王座は7度目、IBO王座の4度目の防衛に成功した。
2018年4月7日、ザ・ジョイントでIBF世界スーパーウェルター級王者ジャレット・ハードと王座統一戦を行い、12回1-2（113-114×2、114-113）の判定負けを喫し王座統一に失敗、IBF王座獲得の失敗と共にWBA王座は8度目、IBO王座は5度目の防衛に失敗、王座から陥落した。この試合でララは100万ドル（約1億1000万円）、ハードは50万ドル（約5600万円）のファイトマネーを稼いだ。
2018年4月25日、WBAはジャレット・ハードとエリスランディ・ララに即時の再戦を行うよう命じた。
2019年3月2日、バークレイズ・センターでWBA世界スーパーウェルター級レギュラー王者のブライアン・カスターニョと対戦し、12回1-1（113-115、114-114、115-113）の判定で引き分けた為約1年振りの王座返り咲きに失敗した。
2019年8月31日、ミネアポリスのミネアポリス・アーモリーでWBA世界スーパーウェルター級9位のラモン・アルバレスとWBA世界スーパーウェルター級レギュラー王座決定戦を行う予定だったが、前日計量でアルバレスがスーパーウェルター級の規定体重である154ポンドを4.6ポンド体重超過の158.6ポンドを計測し計量失格となりララが勝てば王座獲得となる条件で試合は行われ、ララが2回2分3秒TKO勝ちを収め1年4ヶ月振りの王座返り咲きに成功した。
2020年8月29日、ロサンゼルスのマイクロソフト・シアターでWBA世界スーパーウェルター級12位のグレッグ・ベンデティーと対戦し、12回3-0(116-112、117-112×2)の判定勝ちを収め初防衛に成功、IBO王座決定戦も兼ねていた為2年4ヶ月振りにIBO王座返り咲きとなった。

#### ミドル級
2021年5月1日、カリフォルニア州のディグニティ・ヘルス・スポーツ・パーク・テニスコートで、スーパーウェルター級王座に在位したままWBA世界ミドル級7位のトーマス・ラマンナとWBA世界ミドル級レギュラー王座決定戦で対戦し、1回1分20秒KO勝ちを収め2階級制覇を達成した。この試合でララは30万ドル（約3280万円）、ラマンナは10万ドル（約1090万円）のファイトマネーを稼いだ。
2021年8月31日、WBAから保持する2つの王座の内どちらか1つを返上するよう指令され、ララはWBA世界スーパーウェルター級レギュラー王座を返上した。またララ陣営はWBAにWBA世界ミドル級スーパー王者村田諒太との団体内統一戦を指令するよう要求した。
2022年5月28日、ニューヨークのバークレイズ・センターでWBA世界ミドル級10位のゲイリー・オサリバンと対戦し、8回TKO勝ちを収め初防衛に成功した。
2023年3月9日、スーパー王者のゲンナジー・ゴロフキンが王座を返上したため、ララはレギュラー王者から正規王者に認定された。
2024年3月30日、約2年ぶりに試合を行いラスベガスのT-モバイル・アリーナにてティム・チュー対セバスチャン・フンドラの前座で、WBA世界ミドル級1位のマイケル・ゼラファと対戦し、2回2分59秒KO勝ちを収め2度目の防衛に成功した。
2024年9月14日、T-モバイル・アリーナで行われたサウル・アルバレス対エドガー・ベルランガの前座で、元世界2階級制覇王者でWBA世界ミドル級11位のダニー・ガルシアとミドル級の規定体重である160ポンド（72.57キロ）ではなく157ポンド（71.2キロ）のキャッチウェイトで対戦し、9回にダウンを奪うと、9回のインターバルでガルシア陣営が棄権を申し出たため、ララが9回TKO勝ちを収め3度目の防衛に成功した。なおこれまでに2度対戦が計画（2023年8月5日にニューヨークのバークレイズ・センター及び同年12月9日にMGMグランド・ガーデン・アリーナでのチャンピオンシップ・ボクシングの最終回でのペイ・パー・ビュー放送）されていたが、1度目は諸般の事情で、2度目はララをペイ・パー・ビューに初起用したら赤字になるとの総合的な判断から1週間遅れのデビッド・モレル 対 セナ・アグベコ戦へ最終回に変更された為、1年越しでようやく実現となった。

## 戦績
- プロボクシング：37戦 31勝 (19KO) 3敗 3分

| 戦           | 日付           | 勝敗 | 時間     | 内容         | 対戦相手                 | 国籍           | 備考                                               |
| ------------ | -------------- | ---- | -------- | ------------ | ------------------------ | -------------- | -------------------------------------------------- |
| 1            | 2008年7月4日   | ☆    | 4R       | 判定 3-0     | イワン・マスロフ         | ロシア         | プロデビュー戦                                     |
| 2            | 2008年9月12日  | ☆    | 1R 2:19  | TKO          | デニス・アレクセジェブズ | ラトビア       |                                                    |
| 3            | 2009年1月9日   | ☆    | 1R 2:59  | TKO          | ロドリゴ・アギアル       | アメリカ合衆国 |                                                    |
| 4            | 2009年2月20日  | ☆    | 1R 1:09  | KO           | キース・グロス           | アメリカ合衆国 |                                                    |
| 5            | 2009年5月2日   | ☆    | 4R       | 判定 3-0     | クリス・グレイ           | アメリカ合衆国 |                                                    |
| 6            | 2009年5月22日  | ☆    | 4R 1:13  | TKO          | エドウィン・バスケス     | プエルトリコ   |                                                    |
| 7            | 2009年7月17日  | ☆    | 6R       | 判定 3-0     | ダーネル・ブーン         | アメリカ合衆国 |                                                    |
| 8            | 2009年9月19日  | ☆    | 1R 2:12  | KO           | ホセ・バレラ             | ニカラグア     |                                                    |
| 9            | 2009年12月12日 | ☆    | 10R      | 判定 3-0     | ルチアーノ・ペレス       | メキシコ       |                                                    |
| 10           | 2010年1月29日  | ☆    | 10R 2:44 | TKO          | グラディ・ブリューワー   | アメリカ合衆国 |                                                    |
| 11           | 2010年4月2日   | ☆    | 10R      | 判定 3-0     | ダニー・ペレス           | アメリカ合衆国 |                                                    |
| 12           | 2010年7月9日   | ☆    | 1R 2:34  | TKO          | ウィリアム・コレア       | プエルトリコ   |                                                    |
| 13           | 2010年8月18日  | ☆    | 1R 1:48  | TKO          | ウィリー・リー           | アメリカ合衆国 |                                                    |
| 14           | 2010年11月27日 | ☆    | 1R 1:38  | TKO          | ティム・コナーズ         | アメリカ合衆国 | WBAラテンアメリカスーパーウェルター級王座決定戦    |
| 15           | 2011年1月14日  | ☆    | 1R 2:59  | KO           | デルレイ・レインズ       | アメリカ合衆国 |                                                    |
| 16           | 2011年3月25日  | △    | 10R      | 判定 0-1     | カルロス・モリナ         | メキシコ       |                                                    |
| 17           | 2011年7月9日   | ★    | 12R      | 判定 0-2     | ポール・ウィリアムス     | アメリカ合衆国 |                                                    |
| 18           | 2012年4月20日  | ☆    | 1R 1:34  | TKO          | ロナルド・ハーンズ       | アメリカ合衆国 |                                                    |
| 19           | 2012年6月30日  | ☆    | 10R      | 判定 3-0     | フレディ・エルナンデス   | メキシコ       |                                                    |
| 20           | 2012年11月10日 | △    | 9R       | 負傷判定 1-1 | バネス・マーティロスヤン | アメリカ合衆国 | WBC世界スーパーウェルター級挑戦者決定戦            |
| 21           | 2013年6月8日   | ☆    | 10R 1:50 | TKO          | アルフレド・アングロ     | メキシコ       | WBA世界スーパーウェルター級暫定王座決定戦          |
| 22           | 2013年12月7日  | ☆    | 12R      | 判定 3-0     | オースティン・トラウト   | アメリカ合衆国 | WBA暫定防衛1→正規王座に認定                        |
| 23           | 2014年7月12日  | ★    | 12R      | 判定 1-2     | サウル・アルバレス       | メキシコ       |                                                    |
| 24           | 2014年12月12日 | ☆    | 12R      | 判定 3-0     | イシュー・スミス         | アメリカ合衆国 | WBA防衛2                                           |
| 25           | 2015年6月12日  | ☆    | 12R      | 判定 3-0     | デルビン・ロドリゲス     | ドミニカ共和国 | WBA防衛3・IBO獲得                                  |
| 26           | 2015年11月25日 | ☆    | 3R 0:41  | TKO          | ヤン・ザベック           | スロベニア     | WBA防衛4                                           |
| 27           | 2016年5月21日  | ☆    | 12R      | 判定 3-0     | バネス・マーティロスヤン | アメリカ合衆国 | WBA防衛5→スーパー王座に認定                        |
| 28           | 2017年1月13日  | ☆    | 4R 1:47  | KO           | ユーリ・フォアマン       | イスラエル     | WBA防衛6                                           |
| 29           | 2017年10月14日 | ☆    | 12R      | 判定 3-0     | テレル・ガーシャ         | アメリカ合衆国 | WBA防衛7                                           |
| 30           | 2018年4月7日   | ★    | 12R      | 判定 1-2     | ジャレット・ハード       | アメリカ合衆国 | WBA・IBF世界スーパーウェルター級王座統一戦 WBA陥落 |
| 31           | 2019年3月2日   | △    | 12R      | 判定 1-1     | ブライアン・カスターニョ | アルゼンチン   | WBA世界スーパーウェルター級タイトルマッチ          |
| 32           | 2019年8月31日  | ☆    | 2R 2:03  | TKO          | ラモン・アルバレス       | メキシコ       | WBA世界スーパーウェルター級王座決定戦              |
| 33           | 2020年8月29日  | ☆    | 12R      | 判定 3-0     | グレグ・ベンデティ       | アメリカ合衆国 | WBA防衛1                                           |
| 34           | 2021年5月1日   | ☆    | 1R 1:20  | KO           | トーマス・ラマンナ       | アメリカ合衆国 | WBA世界ミドル級王座決定戦                          |
| 35           | 2022年5月28日  | ☆    | 8R 0:23  | TKO          | ゲーリー・オサリバン     | アイルランド   | WBA防衛1                                           |
| 36           | 2024年3月30日  | ☆    | 2R 2:59  | KO           | マイケル・ゼラファ       | オーストラリア | WBA防衛2                                           |
| 37           | 2024年9月14日  | ☆    | 9R 終了  | TKO          | ダニー・ガルシア         | アメリカ合衆国 | WBA防衛3                                           |
| テンプレート |                |      |          |              |                          |                |                                                    |

## 獲得タイトル
- WBAフェデラテンスーパーウェルター級王座
- WBA世界スーパーウェルター級暫定王座（防衛1=レギュラー王座に昇格）
- WBA世界スーパーウェルター級レギュラー王座（1期目: 防衛3=正規王座に認定、2期目: 防衛1=返上）
- WBA世界スーパーウェルター級王座（防衛1=スーパー王座に認定）
- WBA世界スーパーウェルター級スーパー王座（防衛2）
- WBA世界ミドル級レギュラー王座（防衛1=正規王座に認定）
- WBA世界ミドル級王座（防衛3）
- IBO世界スーパーウェルター級王座